# Wilhelm Schulze (Heimatforscher)
Wilhelm Schulze (* 22. Dezember 1886 in Westerhüsen; † 11. Oktober 1971 in Schönebeck, Elbe) war ein deutscher Heimatforscher, Mitbegründer des Kreismuseums Schönebeck und Kommunalpolitiker.

## Leben
Schulze besuchte das Lehrerseminar Barby und nahm 1910 in Schönebeck eine Tätigkeit als Lehrer auf. Er wechselte später zur Mittelschule in Salzelmen, wo er bis 1955 tätig blieb und die Funktion als Rektor ausübte.
Besondere Bedeutung erlangte er jedoch durch seine Arbeiten zur Heimatgeschichte der Region Schönebeck. So veröffentlichte er eine Vielzahl von Beiträgen zu diesem Thema und hielt zahlreiche Vorträge. 1919 hatte er ehrenamtlich die Stelle des Stadtarchivars von Groß Salze übernommen. Nachdem Groß Salze (Bad Salzelmen) gemeinsam mit Frohse nach Schönebeck eingemeindet wurde, übernahm Schulze weiterhin ehrenamtlich ab 1932 die Stelle des Archivars für die gesamte Stadt Schönebeck. Im gleichen Jahr war er am Entwurf für das neue Schönebecker Stadtwappen beteiligt. Schulze hielt auch Vorträge zu heimatgeschichtlichen Themen, so auch in seinem Geburtsort Westerhüsen. Während des Zweiten Weltkrieges veranlasste Schulze die Lagerung der Archivalien im Schönebecker Salzschacht und organisierte 1950 den Umzug des Stadtarchivs in das Burggebäude des Burghofes Salzelmen, der ehemaligen Burg Schadeleben. Von 1955 an war er zu 50 Prozent hauptamtlich im Archiv tätig. Insgesamt übte Schulze die Tätigkeit als Archivar 50 Jahre aus.
Im Jahr 1924 gehörte Schulze zu den Mitbegründern des Kreismuseums Schönebeck. 1945 gründete er die Schönebecker CDU, die er als Abgeordneter im Stadtrat und im Kreistag vertrat. Darüber hinaus war Schulze Mitglied im Kreiskirchenrat des Evangelischen Kirchenkreises Schönebeck.
Ein Schüler Schulzes ließ im Jahr 1997 einen Grabstein auf dem Schönebecker Friedhof errichten.

## Werke
- Von den älteren Grabsteinen auf dem Kirchhof zu Groß Salze, 1921
- Johann Wilhelm Tolberg in Mitteldeutsche Leb. 3, Seite 242 bis 252
- Der Salzhandel der Pfännerschaft von Groß Salze, in GeschBll 61, 1926, Seiten 1 bis 39
- Die Magdeburger Gegend in der Kriegsnot vor 300 Jahren, in GeschBll 68/69, 1933/34, Seiten 100 bis 154
- Von der Ueberschwemmung vor 60 Jahren, in Evangelisches Gemeindeblatt Magdeburg-Westerhüsen, März 1936
- Vom Verfasser der hist. Beschreibung der Salzwerke im Hzt. Magdeburg, in GeschBll 1939/41, Seiten 131 bis 140
- Aus der Geschichte des Kreises Calbe., in Der Kr. Calbe. Ein Heimatbuch, 1937, Seiten 137 bis 198
- Schönebeck und seine Nachbarorte in der Franzosenzeit, 1938
- Geschichte der Schönebecker Saline, 1955
- Aus der Geschichte der Stadt Schönebeck, acht Bände, 1962